# جاده ای۱۵۶
جاده ای۱۵۶ (به انگلیسی: A156 road) یکی از جاده‌های کشور انگلستان است.
این جاده از روستای درینسی نوک شروع و در شهرک گاینسبورو در شهرستان لینکلن‌شر به پایان می‌رسد، طول این جاده ۱۸ کیلومتر است.